# Pierre Tetar van Elven
Peter Henricus Theodorus (Pierre) Tetar van Elven (Molenbeek-Saint-Jean, 30 agosto 1828 – Milano, 1º maggio 1908) è stato un pittore e incisore olandese, con una preferenza per l'architettura, paesaggi e paesaggi urbani italiani (veduta).

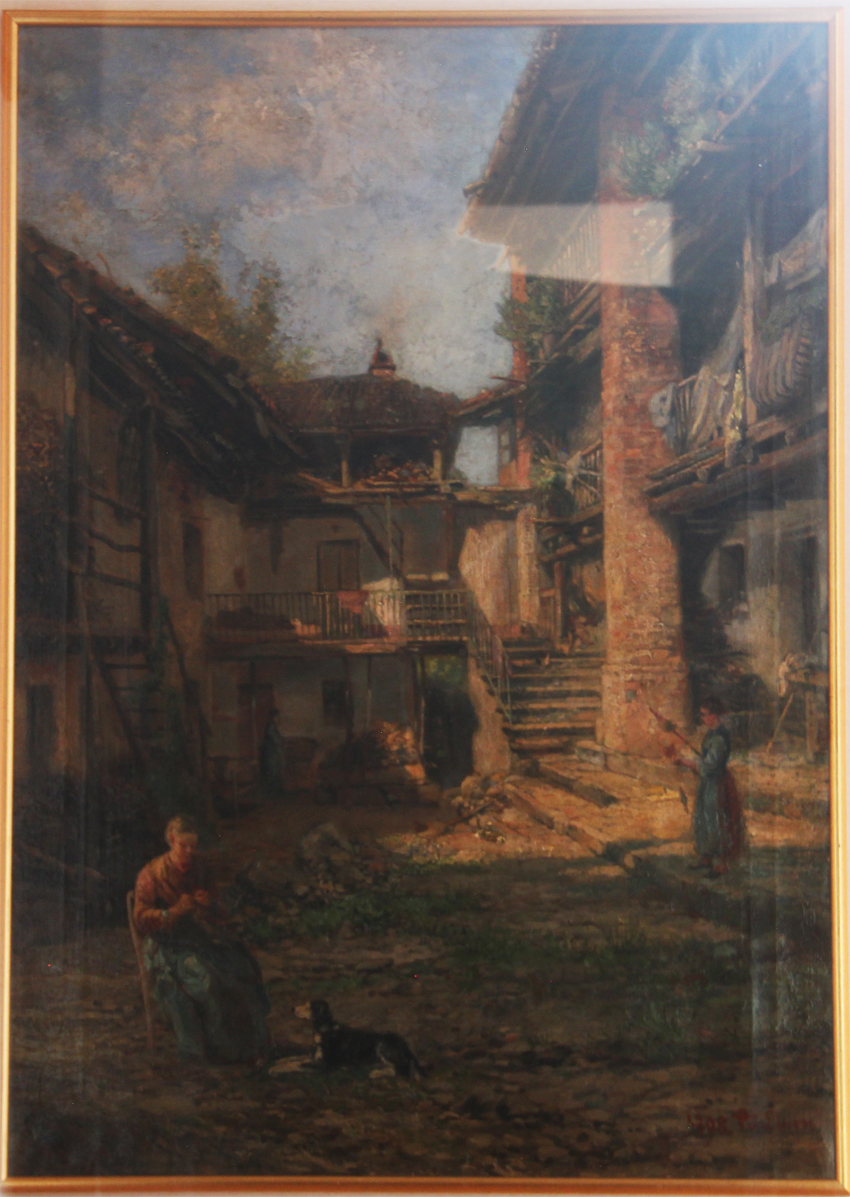
Donne al lavoro nella corte di una tipica cascina lombarda dell'Ottocento

Dipinse anche alcuni pezzi di genere con l'alta società francese.

## Biografia
Pierre era figlio del pittore Jan Baptist Tetar Elven (1805–1839) e di Françoise Sophie (Fanny) Noël (1795-1858). Ebbe quattro fratelli: Sophia Henriëtte (Sophie, 1830-1900), Joseph Edouard (1832-1859), Louisa Gerarda (Louise, 1834-1915) e Sophie Françoise (1839-1839). Il pittore Paul Tétar van Elven (1823-1896) era suo cugino.
Tetar van Elven si formò artisticamente tra Amsterdam e L'Aia, dove frequentò la Accademia Reale d'Arte.
Pierre si trasferì a Milano nel 1853; tra il 1856 e il 1863 visse a Torino, dove nel 1856 sposò Anna Maria Angela Felicita Fumao (o Annette Fumero) con la quale ebbe 3 figlie. Nel 1861, fu nominato “Pittore di Corte” da Vittorio Emanuele II di Savoia e realizzò alcune opere a sostegno del Risorgimento. Lasciò l’Italia nel 1866, quando visitò la Tunisia e la Turchia. Nel 1869 si trasferì a Parigi, per poi tornare ad Amsterdam attorno al 1873.
Prima della fine del secolo tornò a Milano. La sua presenza è infatti qui attestata nel 1898 dal dipinto “Donne in Cascina”. Morì a Milano nel 1908.